# Campo, Colorado
Campo är en ort i Baca County i delstaten Colorado, USA.